# Tennistoernooi van Acapulco 2017
|                                          |  |                                   |
| Lesja Tsoerenko, winnares bij de vrouwen |  | Sam Querry, winnaar bij de mannen |

Het tennistoernooi van Acapulco van 2017 werd van maandag 27 februari tot en met zaterdag 4 maart 2017 gespeeld op de hardcourt-buitenbanen van het Princess Mundo Imperial hotel in de Mexicaanse stad Acapulco. De officiële naam van het toernooi was Abierto Mexicano Telcel.
Het toernooi bestond uit twee delen:
- WTA-toernooi van Acapulco 2017, het toernooi voor de vrouwen
- ATP-toernooi van Acapulco 2017, het toernooi voor de mannen

## Toernooikalender
| Acapulco          | februari 2017 | februari 2017 | maart 2017 | maart 2017  | maart 2017   | maart 2017 |
| Acapulco          | maa 27        | din 28        | woe 1      | don 2       | vrĳ 3        | zat 4      |
| ----------------- | ------------- | ------------- | ---------- | ----------- | ------------ | ---------- |
| vrouwenenkelspel  | 1e ronde      | 1e ronde      | 2e ronde   | kwartfinale | halve finale | finale     |
| vrouwendubbelspel |               | 1e ronde      | 1e ronde   | 2e ronde    | halve finale | finale     |
| mannenenkelspel   | 1e ronde      | 1e ronde      | 2e ronde   | kwartfinale | halve finale | finale     |
| mannendubbelspel  |               | 1e ronde      | 1e ronde   | 2e ronde    | halve finale | finale     |

ATP-toernooi van Acapulco‎ – WTA-toernooi van Acapulco‎

2001 · 2002 · 2003 · 2004 · 2005 · 2006 · 2007 · 2008 · 2009 · 2010 · 2011 · 2012 · 2013 · 2014 · 2015 · 2016 · 2017 · 2018 · 2019 · 2020